# عرض الجنح (حبيش)

تعديل مصدري - تعديل

عرض الجنح محلة تابعة لقرية صائر، التابعة لعزلة صائر بمديرية حبيش إحدى مديريات محافظة إب في الجمهورية اليمنية، بلغ تعداد سكانها 113 حسب تعداد اليمن لعام 2004.